# Mesochorus grandisops
Mesochorus grandisops är en stekelart som beskrevs av Dasch 1971. Mesochorus grandisops ingår i släktet Mesochorus och familjen brokparasitsteklar. Inga underarter finns listade i Catalogue of Life.